# Benque
Ne doit pas être confondu avec l’ancienne commune de Benqué
Pour les articles homonymes, voir Benque (homonymie).
Benque est une commune française située dans l'ouest du département de la Haute-Garonne, en région Occitanie. Sur le plan historique et culturel, la commune fait partie du pays de Comminges, correspondant à l’ancien comté de Comminges, circonscription de la province de Gascogne située sur les départements actuels du Gers, de la Haute-Garonne, des Hautes-Pyrénées et de l'Ariège.
Exposée à un climat océanique altéré, elle est drainée par la Louge, la Nère et par divers autres petits cours d'eau.
Benque est une commune rurale qui compte 175 habitants en 2022, après avoir connu un pic de population de 466 habitants en 1806. Elle fait partie de l'aire d'attraction de Toulouse. Ses habitants sont appelés les Benquois ou  Benquoises.

## Géographie

### Localisation
La commune de Benque se trouve dans le département de la Haute-Garonne, en région Occitanie.
Elle se situe à 57 km à vol d'oiseau de Toulouse, préfecture du département, à 23 km de Saint-Gaudens, sous-préfecture, et à 15 km de Cazères, bureau centralisateur du canton de Cazères dont dépend la commune depuis 2015 pour les élections départementales.
La commune fait en outre partie du bassin de vie de Martres-Tolosane.
Les communes les plus proches sont : 
Samouillan (2,1 km), Bachas (2,3 km), Peyrissas (3,0 km), Eoux (3,0 km), Montoulieu-Saint-Bernard (3,1 km), Boussan (3,1 km), Alan (3,8 km), Terrebasse (4,3 km).
Sur le plan historique et culturel, Benque fait partie du pays de Comminges, correspondant à l’ancien comté de Comminges, circonscription de la province de Gascogne située sur les départements actuels du Gers, de la Haute-Garonne, des Hautes-Pyrénées et de l'Ariège.
Les communes limitrophes sont Alan, Bachas, Boussan, Eoux, Lussan-Adeilhac, Montoulieu-Saint-Bernard, Peyrissas et Samouillan.
| Eoux                     | Peyrissas | Lussan-Adeilhac |
| Boussan                  | Benque    | Samouillan      |
| Montoulieu-Saint-Bernard | Alan      | Bachas          |

### Géologie et relief
La superficie de la commune est de 1 130 hectares ; son altitude varie de 266  à   373 mètres.

### Hydrographie

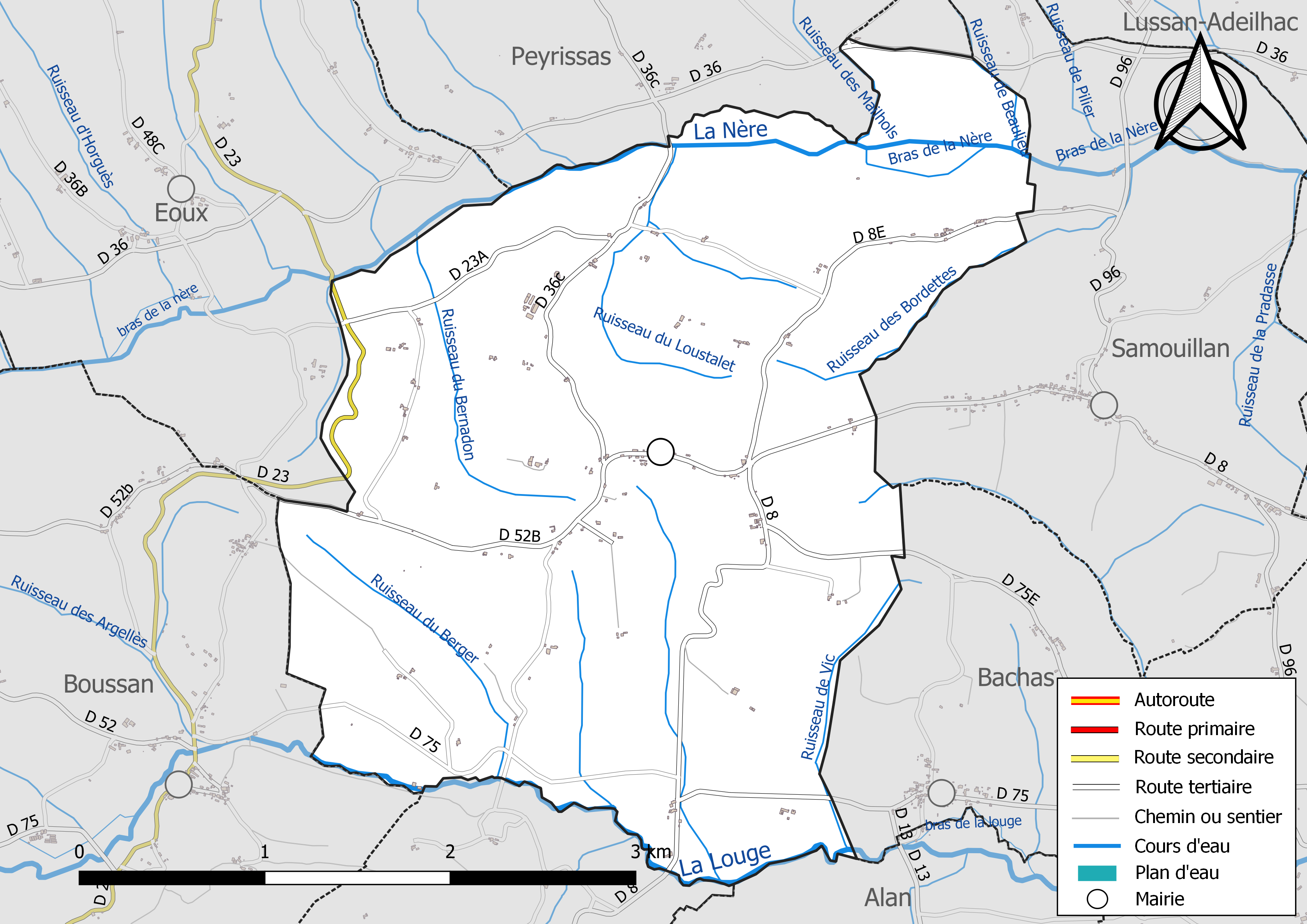
Réseaux hydrographique et routier de Benque.

La commune est dans le bassin de la Garonne, au sein du bassin hydrographique Adour-Garonne. Elle est drainée par la Louge, la Nère, un bras de la Nère, le ruisseau de Beaulieu, le ruisseau de Lapart, le ruisseau des Bordettes, le ruisseau des Mailhols, le ruisseau de Vic, le ruisseau du Berger, le ruisseau du Bernadon, le ruisseau du Loustalet et par divers petits cours d'eau, constituant un réseau hydrographique de 20 km de longueur totale,.
La Louge, d'une longueur totale de 100 km, prend sa source dans la commune de Villeneuve-Lécussan et s'écoule du sud-ouest vers le nord-est. Elle traverse la commune et se jette dans la Garonne à Muret, après avoir traversé 34 communes.
La Nère, d'une longueur totale de 33,3 km, prend sa source dans la commune de Cardeilhac et s'écoule du sud-ouest vers le nord-est. Il traverse la commune et se jette dans la Louge à Montoussin, après avoir traversé 17 communes.

### Climat
Pour des articles plus généraux, voir Climat de l'Occitanie et Climat de la Haute-Garonne.
En 2010, le climat de la commune est de type climat océanique altéré, selon une étude s'appuyant sur une série de données couvrant la période 1971-2000. En 2020, Météo-France publie une typologie des climats de la France métropolitaine dans laquelle la commune est toujours exposée à un climat océanique altéré et est dans la région climatique Aquitaine, Gascogne, caractérisée par une pluviométrie abondante au printemps, modérée en automne, un faible ensoleillement au printemps, un été chaud (19,5 °C), des vents faibles, des brouillards fréquents en automne et en hiver et des orages fréquents en été (15 à 20 jours).
Pour la période 1971-2000, la température annuelle moyenne est de 12,7 °C, avec une amplitude thermique annuelle de 14,8 °C. Le cumul annuel moyen de précipitations est de 898 mm, avec 9,9 jours de précipitations en janvier et 6,9 jours en juillet. Pour la période 1991-2020, la température moyenne annuelle observée sur la station météorologique la plus proche, située sur la commune de Palaminy à 14 km à vol d'oiseau, est de 13,2 °C et le cumul annuel moyen de précipitations est de 715,2 mm,. Pour l'avenir, les paramètres climatiques de la commune estimés pour 2050 selon différents scénarios d’émission de gaz à effet de serre sont consultables sur un site dédié publié par Météo-France en novembre 2022.

### Milieux naturels et biodiversité
Aucun espace naturel présentant un intérêt patrimonial n'est recensé sur la commune dans l'inventaire national du patrimoine naturel,,.

## Urbanisme

### Typologie
Au 1er janvier 2024, Benque est catégorisée commune rurale à habitat très dispersé, selon la nouvelle grille communale de densité à sept niveaux définie par l'Insee en 2022.
Elle est située hors unité urbaine. Par ailleurs la commune fait partie de l'aire d'attraction de Toulouse, dont elle est une commune de la couronne,. Cette aire, qui regroupe 527 communes, est catégorisée dans les aires de 700 000 habitants ou plus (hors Paris),.

### Occupation des sols
L'occupation des sols de la commune, telle qu'elle ressort de la base de données européenne d’occupation biophysique des sols Corine Land Cover (CLC), est marquée par l'importance des territoires agricoles (95,9 % en 2018), une proportion identique à celle de 1990 (95,9 %). La répartition détaillée en 2018 est la suivante : 
zones agricoles hétérogènes (35,9 %), terres arables (34,1 %), prairies (25,9 %), forêts (4,1 %). L'évolution de l’occupation des sols de la commune et de ses infrastructures peut être observée sur les différentes représentations cartographiques du territoire : la carte de Cassini (XVIIIe siècle), la carte d'état-major (1820-1866) et les cartes ou photos aériennes de l'IGN pour la période actuelle (1950 à aujourd'hui).

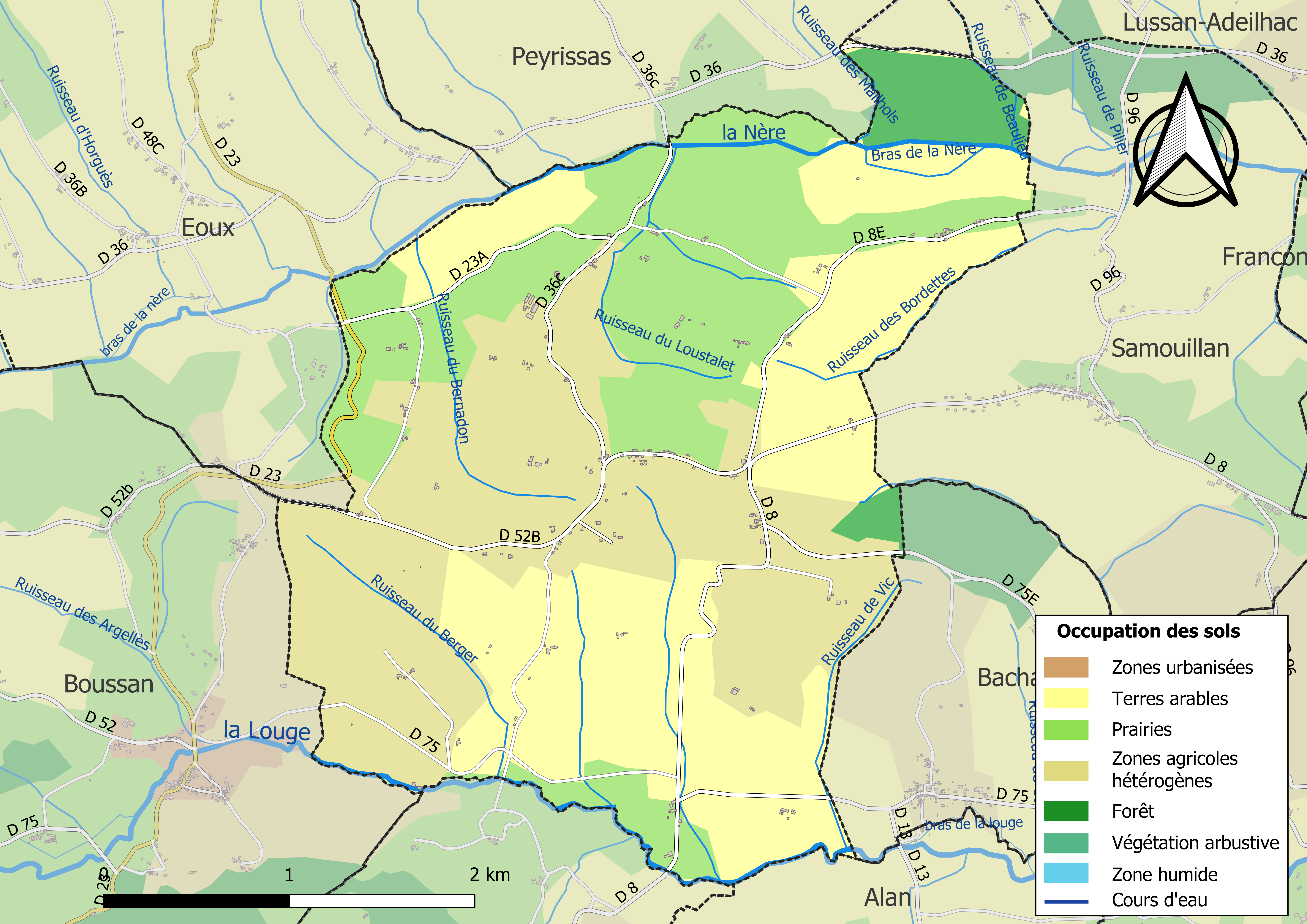
Carte des infrastructures et de l'occupation des sols de la commune en 2018 (CLC).

### Risques majeurs
Le territoire de la commune de Benque est vulnérable à différents aléas naturels : météorologiques (tempête, orage, neige, grand froid, canicule ou sécheresse), inondations et séisme (sismicité faible). Un site publié par le BRGM permet d'évaluer simplement et rapidement les risques d'un bien localisé soit par son adresse soit par le numéro de sa parcelle.
Certaines parties du territoire communal sont susceptibles d’être affectées par le risque d’inondation par débordement de cours d'eau, notamment le Nère. La commune a été reconnue en état de catastrophe naturelle au titre des dommages causés par les inondations et coulées de boue survenues en 1982, 1999, 2000, 2009 et 2018,.

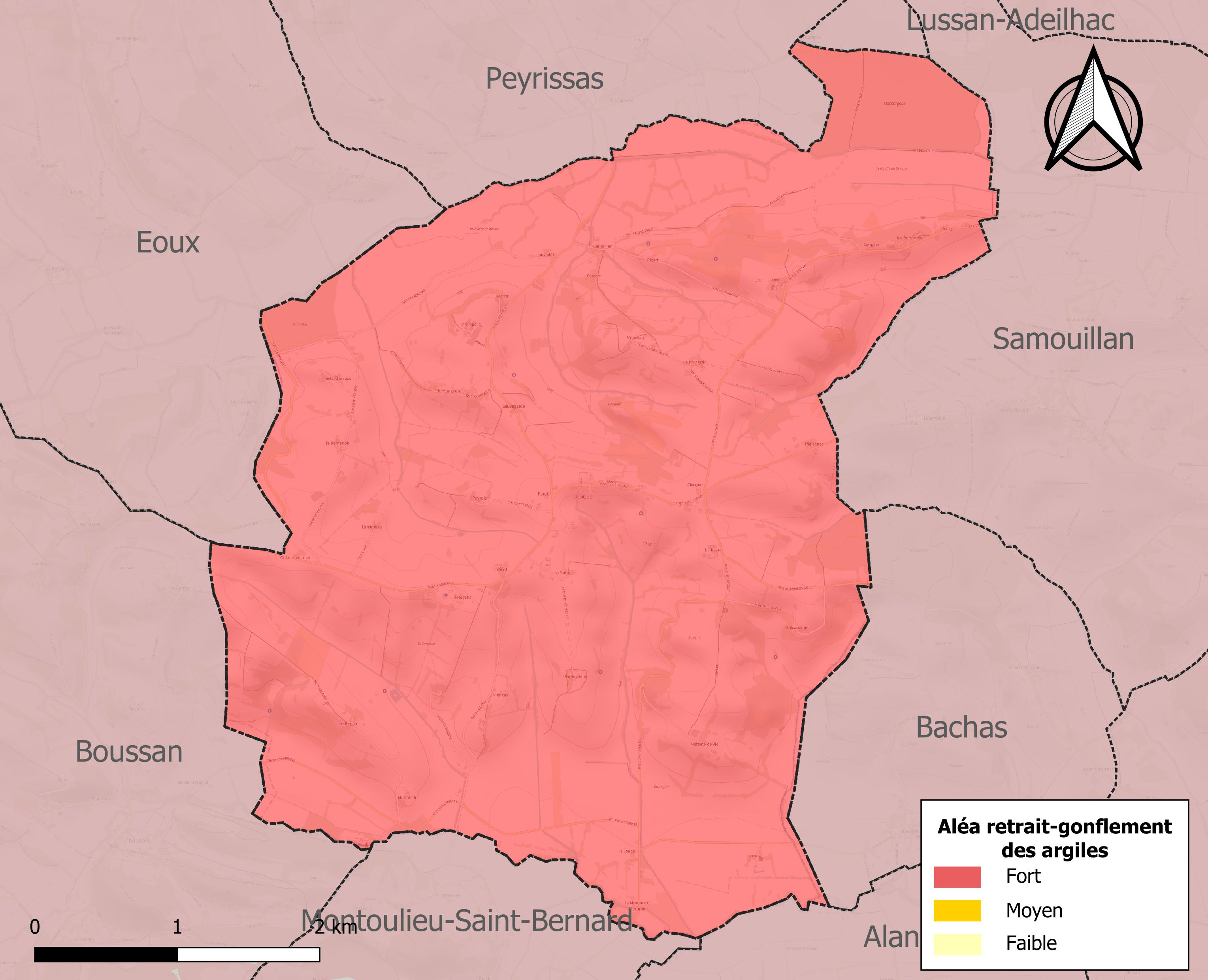
Carte des zones d'aléa retrait-gonflement des sols argileux de Benque.

Le retrait-gonflement des sols argileux est susceptible d'engendrer des dommages importants aux bâtiments en cas d’alternance de périodes de sécheresse et de pluie. La totalité de la commune est en aléa moyen ou fort (88,8 % au niveau départemental et 48,5 % au niveau national). Sur les 87 bâtiments dénombrés sur la commune en 2019, 87 sont en aléa moyen ou fort, soit 100 %, à comparer aux 98 % au niveau départemental et 54 % au niveau national. Une cartographie de l'exposition du territoire national au retrait gonflement des sols argileux est disponible sur le site du BRGM,.
Par ailleurs, afin de mieux appréhender le risque d’affaissement de terrain, l'inventaire national des cavités souterraines permet de localiser celles situées sur la commune.
Concernant les mouvements de terrains, la commune a été reconnue en état de catastrophe naturelle au titre des dommages causés par la sécheresse en 1989, 1993 et 2003 et par des mouvements de terrain en 1999.

## Histoire
Un premier habitat devait exister au lieu-dit Vic, aux époques gallo-romaines puis médiévale.
Au XIe siècle, le comte de Comminges Bernard-Odon fait construire un édifice devant permettre la protection de l'abbaye de Peyrissas. Le château occupe le versant nord du coteau, dans la vallée de la Nère.
L'implantation du village se fait aux alentours, dont témoignent les vestiges de quelques maisons, d'une chapelle, d'une forge. Une famille de Benque est mentionnée dès 1271, elle possède la seigneurie. On ne sait pas si elle descend des comtes de Comminges. Elle étend peu à peu sa domination sur plusieurs communes du canton d'Aurignac, Aulon, Cassagnabère-Ramefort, Esparon, Sainte-Rame, Saint-André, Samouillan, Montoulieu Saint-Bernard. Montégut-Bourjac, Fustignac et Escanecrabe entrent aussi dans son aire d'influence et son territoire est érigé en baronnie dès le XIIIe siècle. La famille de Benque s'éteint à  la  fin  de  l'Ancien  Régime. L'une de ses branches s'était fondue dans la famille de Mont devenue de Mont de Benque, qui elle-même s'est fondue dans la famille Dutfoy devenue Dutfoy de Mont de Benque par autorisation de 1935.
Quatre autres maisons nobles sont mentionnées sur la commune, les Vic, les Maucabanne, les Verger et les Mirepech. Leurs domaines sont tous situés sur le versant sud, où une commanderie est également installée. Renouvelées en 1470, les coutumes de la communauté indiquent le droit civil et les dispositions pénales, garantissent les droits naturels et les libertés spécifiques et fixent les droits du seigneur. À la Toussaint, des consuls sont élus pour un an et jouent un rôle important dans le règlement de l'imposition des tailles et des dépenses locales.
À la fin du XVIe siècle, le seigneur de Puigaillard prend possession des lieux, puis plusieurs propriétaires lui succèdent dont M. de Mont jusqu'en 1789, seigneur d'Eoux. Au XVIIIe siècle, près de la moitié des terres sont nobles. La population émigre sur le coteau vers 1855 et s'y installe définitivement après l'édification  d'une nouvelle église en 1866.

## Politique et administration

### Rattachements administratifs et électoraux
Commune faisant partie de la huitième circonscription de la Haute-Garonne, de la communauté de communes Cœur et Coteaux de Comminges et du canton de Cazères (avant le redécoupage départemental de 2014, Benque faisait partie de l'ex-canton d'Aurignac et avant le 1er janvier 2017, de la communauté de communes des Terres d'Aurignac).

### Liste des maires
| Période                                  | Période  | Identité             | Étiquette | Qualité                    |
| ---------------------------------------- | -------- | -------------------- | --------- | -------------------------- |
| Les données manquantes sont à compléter. |          |                      |           |                            |
| mars 1989                                | En cours | Jean-Claude Lasserre | DVG       | Retraité Fonction publique |

## Population et société

### Démographie
| 1793 | 1800 | 1806 | 1821 | 1831 | 1836 | 1841 | 1846 | 1851 |
| ---- | ---- | ---- | ---- | ---- | ---- | ---- | ---- | ---- |
| 378  | 105  | 466  | 441  | 441  | 462  | 445  | 434  | 436  |

| 1856 | 1861 | 1866 | 1872 | 1876 | 1881 | 1886 | 1891 | 1896 |
| ---- | ---- | ---- | ---- | ---- | ---- | ---- | ---- | ---- |
| 423  | 447  | 442  | 420  | 402  | 392  | 407  | 404  | 405  |

| 1901 | 1906 | 1911 | 1921 | 1926 | 1931 | 1936 | 1946 | 1954 |
| ---- | ---- | ---- | ---- | ---- | ---- | ---- | ---- | ---- |
| 379  | 374  | 364  | 324  | 302  | 319  | 327  | 275  | 269  |

| 1962 | 1968 | 1975 | 1982 | 1990 | 1999 | 2005 | 2006 | 2010 |
| ---- | ---- | ---- | ---- | ---- | ---- | ---- | ---- | ---- |
| 273  | 231  | 202  | 168  | 170  | 154  | 146  | 145  | 163  |

| 2015 | 2020 | 2022 | - | - | - | - | - | - |
| ---- | ---- | ---- | - | - | - | - | - | - |
| 162  | 168  | 175  | - | - | - | - | - | - |

| selon la population municipale des années : | 1968 | 1975 | 1982 | 1990 | 1999 | 2006 | 2009 | 2013 |
| Rang de la commune dans le département      | 277  | 349  | 455  | 378  | 409  | 423  | 422  | 424  |
| Nombre de communes du département           | 592  | 582  | 586  | 588  | 588  | 588  | 589  | 589  |

### Enseignement
Benque fait partie de l'académie de Toulouse.

## Économie

### Revenus
En 2018  (données Insee publiées en septembre 2021), la commune compte 69 ménages fiscaux, regroupant 167 personnes. La médiane du revenu disponible par unité de consommation est de 22 040 € (23 140 € dans le département).

### Emploi
|                | 2008  | 2013  | 2018  |
| -------------- | ----- | ----- | ----- |
| Commune        | 3,6 % | 8,9 % | 6,9 % |
| Département    | 7,7 % | 9,6 % | 9,3 % |
| France entière | 8,3 % | 10 %  | 10 %  |

En 2018, la population âgée de 15 à 64 ans s'élève à 99 personnes, parmi lesquelles on compte 74,3 % d'actifs (67,3 % ayant un emploi et 6,9 % de chômeurs) et 25,7 % d'inactifs,. Depuis 2008, le taux de chômage communal (au sens du recensement) des 15-64 ans est inférieur à celui de la France et du département.
La commune fait partie de la couronne de l'aire d'attraction de Toulouse, du fait qu'au moins 15 % des actifs travaillent dans le pôle,. Elle compte 17 emplois en 2018, contre 16 en 2013 et 14 en 2008. Le nombre d'actifs ayant un emploi résidant dans la commune est de 67, soit un indicateur de concentration d'emploi de 24,7 % et un taux d'activité parmi les 15 ans ou plus de 52,1 %.
Sur ces 67 actifs de 15 ans ou plus ayant un emploi, 16 travaillent dans la commune, soit 23 % des habitants. Pour se rendre au travail, 88,4 % des habitants utilisent un véhicule personnel ou de fonction à quatre roues, 4,3 % les transports en commun, 2,9 % s'y rendent en deux-roues, à vélo ou à pied et 4,3 % n'ont pas besoin de transport (travail au domicile).

### Activités hors agriculture
12 établissements sont implantés  à Benque au 31 décembre 2019.
Le secteur du commerce de gros et de détail, des transports, de l'hébergement et de la restauration est prépondérant sur la commune puisqu'il représente 33,3 % du nombre total d'établissements de la commune (4 sur les 12 entreprises implantées  à Benque), contre 25,9 % au niveau départemental.

### Agriculture
La commune est dans les « Coteaux de Gascogne », une petite région agricole occupant une partie ouest du département de la Haute-Garonne, constitué d'un relief de cuestas et de vallées peu profondes, creusés par les rivières issues du massif pyrénéen, avec une activité de polyculture et d’élevage. En 2020, l'orientation technico-économique de l'agriculture  sur la commune est la polyculture et/ou le polyélevage.
|               | 1988 | 2000 | 2010 | 2020 |
| ------------- | ---- | ---- | ---- | ---- |
| Exploitations | 24   | 18   | 14   | 13   |
| SAU (ha)      | 816  | 794  | 755  | 689  |

Le nombre d'exploitations agricoles en activité et ayant leur siège dans la commune est passé de 24 lors du recensement agricole de 1988  à 18 en 2000 puis à 14 en 2010 et enfin à 13 en 2020, soit une baisse de 46 % en 32 ans. Le même mouvement est observé à l'échelle du département qui a perdu pendant cette période 57 % de ses exploitations,. La surface agricole utilisée sur la commune a également diminué, passant de 816 ha en 1988 à 689 ha en 2020. Parallèlement la surface agricole utilisée moyenne par exploitation a augmenté, passant de 34 à 53 ha.

## Culture locale et patrimoine

### Lieux et monuments
- L'église Saint-Jean-Baptiste de Benque de style gothique, dédiée à saint Jean-Baptiste et édifiée en 1866.
- Chapelle dite chapelle de la Tourette de Benque, située à l'extérieur du village, dans la plaine de la Nère.
- Une table d'orientation permet d'admirer l'ensemble de la chaîne des Pyrénées.

### Personnalités liées à la commune
- Famille de Benque, famille féodale éteinte[27]

## Pour approfondir